# Stefano Rosso
Stefano Rosso es el nombre artístico del cantautor italiano Stefano Rossi (Roma, 7 de diciembre de 1948 - 15 de septiembre de 2008), conocido por canciones como Una storia disonesta (Letto 26) o E allora sentí cosa fò. Originario del histórico barrio romano del Trastevere, se acompaña a la guitarra, y ha permanecido activo musicalmente desde el comienzo de los años setenta hasta la actualidad.

## Discografía
- Una storia disonesta (1976)
- E allora sentí cosa fò (1978)
- Bioradiofotografie (1979)
- Io e il signor Rosso (1980)
- Vado, prendo l'America e torno (1981)
- Donne (1982)
- La chitarra fingerpicking (1983)
- Stefano Rosso (1985)
- Femminando (1989)
- Miracolo italiano (1997)
- Stefano Rosso, il meglio (2001)
- Fingerstyle guitar (2003)
- Stefano Rosso live at the Folkstudio (2003)
- Banjoman (2004)
- Lullaby of birdland (Red & Black Music, GT 002) (2006)
- Mortacci (Red & Black Music, SG 002/0001) (2007)
- Piccolo mondo antico (Red & Black Music, ) (2008)

- Datos: Q3972705